# Kituro (volcan)
Pour les articles homonymes, voir Kituro et Gituro.
Le Kituro, aussi appelé Gituro, est un cône volcanique situé dans les montagnes des Virunga à l'est de la république démocratique du Congo au nord du lac Kivu et de la ville de Goma.
Le Kituro est né d'une éruption excentrée entre le flanc Ouest du Nyiragongo et le flanc Sud du Nyamuragira. Le cône formé par le Kituro est situé à une hauteur de 1 800 m. Cette éruption eut lieu du 1er mars 1948 au 15 juillet 1948 et provoqua d'importantes coulées de lave avec la formation d'un lac de lave temporaire.  Une des coulées de lave atteignit le lac Kivu en deux semaines.
L'éruption du Kituro est à l'origine de la vocation du volcanologue Haroun Tazieff. Celui-ci était à l'époque ingénieur géologue travaillant pour le gouvernement belge dans les mines d'étain du Katanga et avait eu l'occasion d'observer l'éruption du Nyiragongo et la formation du Kituro le 1er mars 1948, baptisant à cette occasion le volcan adventice Kituro du nom du lieu-dit.

## Anecdote
Son nom a été donné à un club de rugby bruxellois.